# RAB3C
RAB3C (англ. RAB3C, member RAS oncogene family) – білок, який кодується однойменним геном, розташованим у людей на короткому плечі 5-ї хромосоми. Довжина поліпептидного ланцюга білка становить 227 амінокислот, а молекулярна маса — 25 952.
| 10         |  | 20         |  | 30         |  | 40         |  | 50         |
| ---------- |  | ---------- |  | ---------- |  | ---------- |  | ---------- |
| MRHEAPMQMA |  | SAQDARYGQK |  | DSSDQNFDYM |  | FKLLIIGNSS |  | VGKTSFLFRY |
| ADDSFTSAFV |  | STVGIDFKVK |  | TVFKNEKRIK |  | LQIWDTAGQE |  | RYRTITTAYY |
| RGAMGFILMY |  | DITNEESFNA |  | VQDWSTQIKT |  | YSWDNAQVIL |  | VGNKCDMEDE |
| RVISTERGQH |  | LGEQLGFEFF |  | ETSAKDNINV |  | KQTFERLVDI |  | ICDKMSESLE |
| TDPAITAAKQ |  | NTRLKETPPP |  | PQPNCAC    |  |            |  |            |

A: Аланін

C: Цистеїн

D: Аспарагінова кислота

E: Глутамінова кислота

F: Фенілаланін

G: Гліцин

H: Гістидин

I: Ізолейцин

K: Лізин

L: Лейцин

M: Метіонін

N: Аспарагін

P: Пролін

Q: Глутамін

R: Аргінін

S: Серин

T: Треонін

V: Валін

W: Триптофан

Кодований геном білок за функцією належить до фосфопротеїнів. 
Задіяний у таких біологічних процесах, як транспорт, транспорт білків. 
Білок має сайт для зв'язування з нуклеотидами, ГТФ. 
Локалізований у клітинній мембрані, мембрані.